# Quercus parvula
Quercus parvula är en bokväxtart som beskrevs av Edward Lee Greene. Quercus parvula ingår i släktet ekar, och familjen bokväxter.
Artens utbredningsområde är Kalifornien.

## Underarter
Arten delas in i följande underarter:
- Q. p. parvula
- Q. p. shrevei
- Q. p. tamalpaisensis